# Jorge Majfud
Jorge Majfud (Tacuarembó, 1969) é um escritor, romancista e ensaísta uruguaio, professor de Literatura Latino-americana na Universidade da Geórgia, Atlanta, EUA. Estudou arquitetura, graduando-se na Universidad de la República. Na atualidade, dedica-se integralmente à literatura e a seus artigos em diferentes meios de comunicação. Ensina literatura latino-americana na The University of Georgia, Estados Unidos.
Majfud é colaborador em jornais como El País e La República, de Montevidéu, além de Rebelion, Hispanic Culture Review, da Universidad George Mason, Resource Center, de Minneapolis, Milenio, do México, La Vanguardia, de Barcelona, Tiempos del Mundo, de Washington, Monthly Review e Political Affairs, de Nova York, Jornada, de La Paz, Página/12, de Buenos Aires, ViaPolítica e Tlaxcala, Radio Uruguay , Radio Nacional de Argentina , Radio Exterior de España, Radio Popolare Roma entre outros. É membro do Comitê Científico da revista Araucária, da Espanha, e de The Honor Society of Phi Kappa Phi, dos Estados Unidos.
Majfud recebeu vários prêmios em concursos literários internacionais. Entre eles: Menção Honrosa no XII Certamen Literario Argenta, Buenos Aires, 1999; Menção Prêmio Casa de las Américas, La Habana, Cuba 2001, pela novela La Reina de América e Excellence in Research Award, University of Georgia 2006 entre outros..
Em 2012 foi eleito pela revista Foreign Policy como "O intelectual mais influente da América Latina" 
Suas obras foram traduzidas para o inglês, francês, português, alemão, grego, vasco e italiano.

## Obras
- Hacia qué patrias del silencio / memorias de un desaparecido (novel, 1996)
- Crítica de la pasión pura (essays, 1998)
- La reina de América (novel, 2001)[13]
- El tiempo que me tocó vivir (essays, 2004)
- La narración de lo invisible / Significados ideológicos de América Latina (essays, 2006)[14]
- Perdona nuestros pecados (short stories, 2007)
- La ciudad de la Luna (novel, 2009)
- Crisis (novel, 2012)[15][16][17][18]
- Cyborgs (essays, 2012)[19]
- El eterno retorno de Quetzalcoátl, 2012.
- Cuentos, audiobook, 2014
- Cine político latinoamericano, essays, 2014
- Herrmenéutica, essays, 2014
- El pasado siempre vuelve, short stories, 2014
- Algo salió mal, short stories, 2015
- El mar estaba sereno, novel, 2017
- USA. ¿Confía Dios en nosotros?, essays, 2017 [20]
- Neomedievalism. Reflections on the Post-Enlightenment Era, essays, 2018 [21]

### Como colaborador
- 2018, Cinco entrevistas a Noam Chomsky (Le Monde Diplomatique / Editorial Aun Creemos en los Sueños) by Michel Foucault, Ignacio Ramonet, Daniel Mermet, Jorge Majfud y Federico Kukso. ISBN 978-956-340-126-4
- 2018, "Vsa teža zakona" (Zgodbe iz Urugvaja. Antologija sodobne urugvajske kratke proze/Anthology of contemporary Uruguayan short prose). Translated by Yuri Kunaver. ISBN 978-961-6970-91-4
- 2017, The Routledge History of Latin American Culture (Edited by Carlos Manuel Salomon) ISBN 978-1138902565 Routledge Histories.
- 2017, Pertenencia. Narradores sudamericanos en Estados Unidos. Antología. (Melanie Márquez Adams, Hemil García Linares, editores). Ars Communis Editorial, Publisher. ISBN 978-0997289039.
- 2016, Ruido Blanco. Antología de cuentos de ciencia ficción uruguaya. (Mónica Marchesky, coordinador) ISBN 9974844347 M Ed.
- 2013, De la indignación a la rebeldía (con Eduardo Galeano, Carlos Taibo y Slavoj Zizek). ISBN 9788415353553. Ediciones Irreverentes.
- 2012. Ilusionistas. , by Noam Chomsky. Edition, translation, and introduction. ISBN 978-84-15353-46-1.  Ediciones Irreverentes.
- 2012, Antología de Nueva York. ISBN 978-84-939322-5-1. Ediciones Irreverentes.
- 2012, Antología de ciencia ficción, 2099. ISBN 978-84-15353-38-6. Ediciones Irreverentes.
- 2011, Microantología del Microrrelato III. ISBN 978-84-15353-15-7.
- 2011, Truman, Hiroshima. ISBN 8496959872 (con Eduardo Galeano) Ediciones Irreverentes.
- 2010, El libro del voyeur. ISBN 9788496964716. Ediciones del viento.
- 2010, Microantología del Microrrelato II. ISBN 978-84-96959-76-7.
- 2010, Entre Orientales y Atlantes. Antología de relatos uruguayo-canaria. ISBN 9788415019299. Editorial Baile del Sol.
- 2007, Las palabras pueden. ISBN 9789280641608. (con Ernesto Sábato, Mario Vargas Llosa, José Saramago y otros ) United Nations Children's Fund (New York: UNICEF-UN).
- 2008, Los testimonios, de Roque Dalton. ISBN 9788496225763. Baile del Sol.
- 2008, Diccionario alternativo. ISBN 9789507866531. (con Hugo Biagini y Arturo Andrés Roig). Aguilar/Alfaguara.
- 2007, América Latina hacia su segunda independencia. ISBN 9789870406976 (con Hugo Biagini y Arturo Andrés Roig. Aguilar / Alfaguara.
- 1999, Entre siglos/Entre séculos. ISBN 9974663059.

## Lectures supplémentaires
- Ferrer Herrero, Raúl. El otro en Jorge Majfud. Madrid: Ediciones Irreverentes, 2017 [22]
- Taiano, Leonor. Finisterre: en el últimolugar del mundo. "Huyendo hacia la paradoja del tío Sam: Consideraciones sobre Crisis de Jorge Majfud" (123-148) [23]
- Gianni, Silvia M. "Identidad de la ausencia", University of Milan.(117-122) [24]